# Битва при Саламанке (1812)
Сражение при Саламанке, также сражение при Арапилах, сражение при Арапилес — эпизод Пиренейской войны, крупное сражение, произошедшее 22 июля 1812 года у местечка Арапилы недалеко от города Саламанка в Испании между британской армией и её испанскими и португальскими союзниками под общим командованием генерала Веллингтона с одной стороны и французской Армией Португалии под командованием маршала Мармона с другой. Сражение закончилось поражением французов и позволило Веллингтону ненадолго занять Мадрид, однако позже он вынужден был отступить обратно на свою базу в Португалию.

## Предыстория

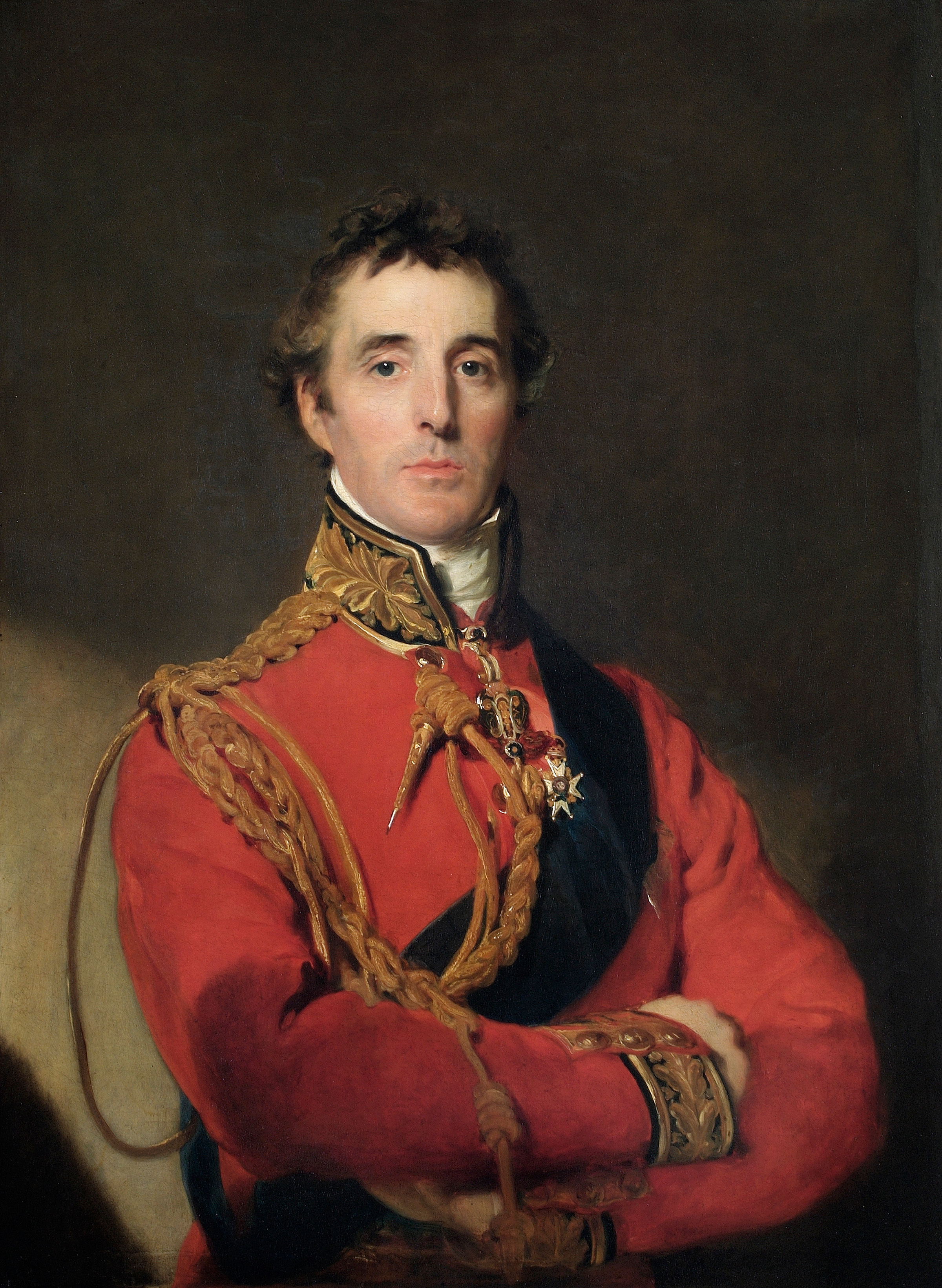
Английский главнокомандующий герцог Веллингтон.

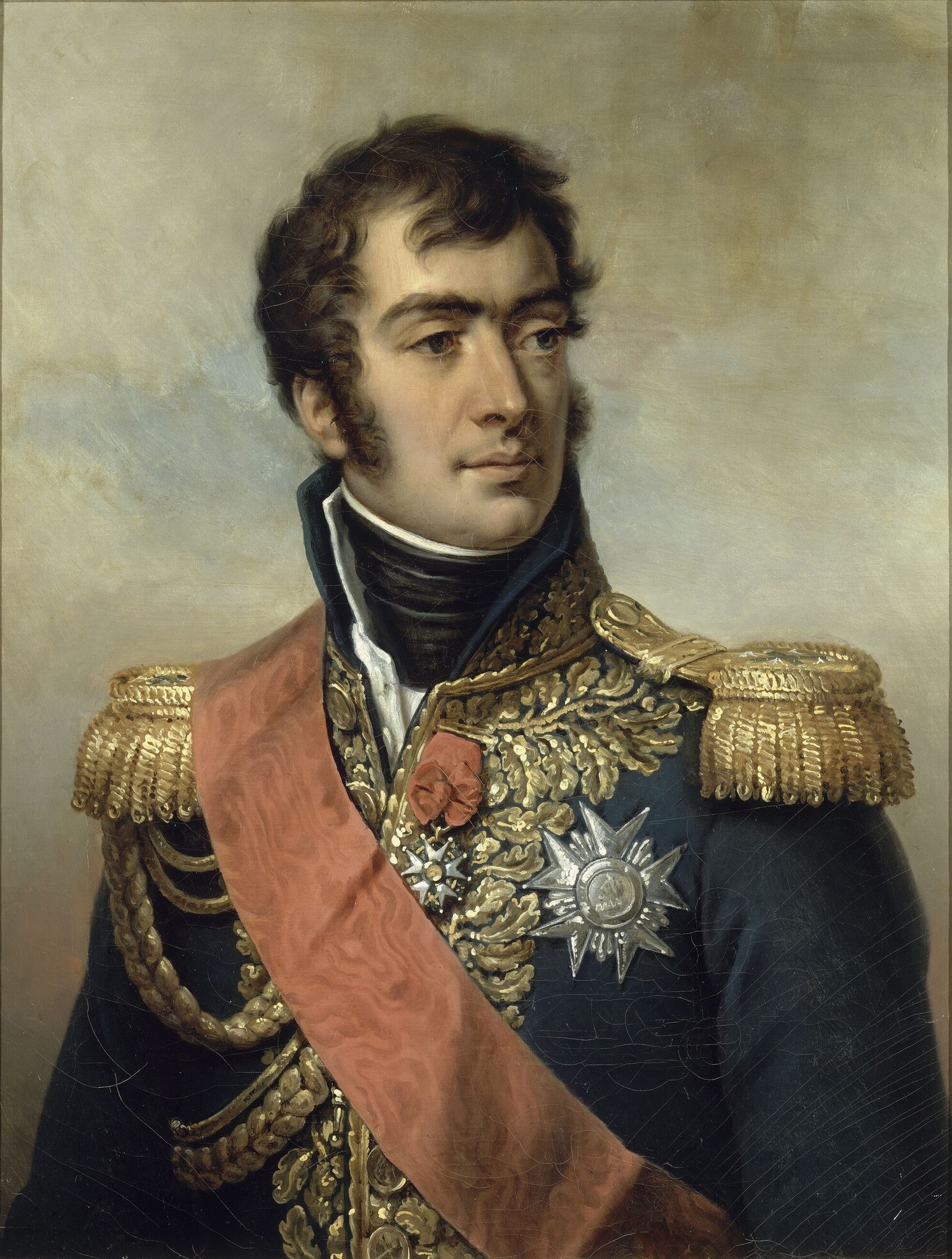
Французский главнокомандующий маршал Мармон.

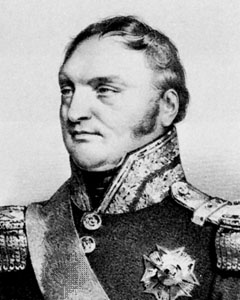
Французский генерал Бертран Клозель.

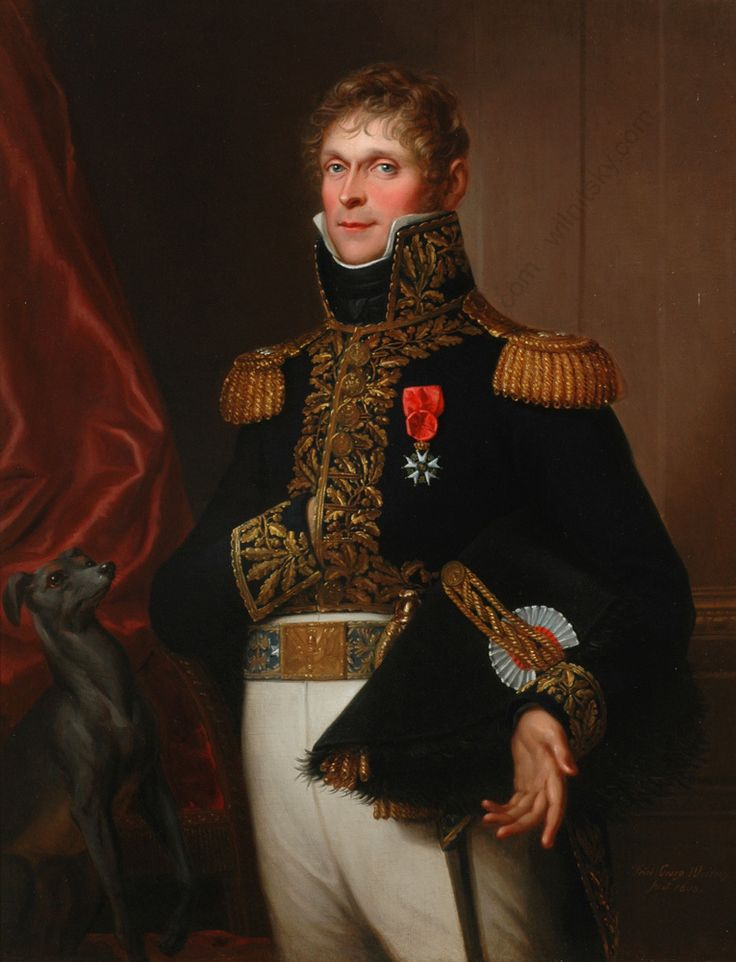
Французский генерал Клод Франсуа Фере.

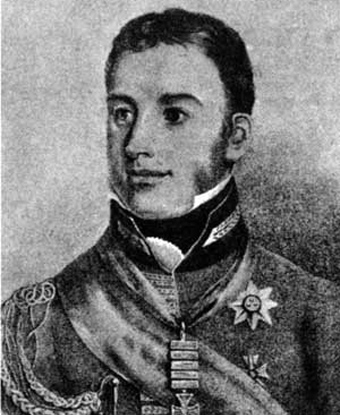
Британский генерал Эдвард Пакенем.

Наполеоновские войны захлестнули Испанию ещё в 1808 году. Значительная часть испанской территории была оккупирована французскими войсками, на трон в Мадриде был посажен Жозеф Бонапарт, старший брат Наполеона. Испанцы вели против французов изматывающую войну, нередко принимавшую форму герильи. Британцы, давние противники французов, окопались в Португалии и периодически предпринимали оттуда наступления на территории, занятые французами.
Одно из таких наступлений под командованием Веллингтона началось зимой 1812 года. Двадцатого января Веллингтон взял Сьюдад-Родриго, шестого апреля южнее пал Бадахос. Армия Мармона закрепилась на рубеже реки Дуэро, дождалась подкреплений и перешла в наступление. Войска Мармона наступали, а войска Веллингтона отступали параллельно им. Веллингтон, столкнувшись с усилившимися войсками Мормона планировал отступить в Португалию, когда заметил что Мармон, совершая обходной манёвр, слишком растянул свой левый фланг. Веллингтон решил этим воспользоваться.

## Силы сторон
К началу сражения Мармон располагал 49-50 тысячами человек, в составе восьми пехотных дивизий, частей драгунов и лёгкой кавалерии. Веллингтон располагал 52 000 человек, включая восемь пехотных дивизий (6 британских пехотных, одна испанская и Лёгкая дивизия), две отдельные португальские бригады, и пять кавалерийских бригад. Веллингтон имел почти двукратное превосходство в кавалерии.

## Ход сражения
Сражение разворачивалось вокруг холма Большой Арапил, рядом с которым находился другой холм, Малый Арапил. Большой Арапил был занят французами, Малый — англичанами. Мармон считал, что перед ним только замыкающие части Веллингтона, в то время как на самом деле это была вся армия, и не терял надежды обойти противника с фланга, из-за чего продолжал растягивать свои войска.
Пока на фланге вела бой дивизия генерала Фуа, дивизии левого фланга так растянулись на марше, что между ними возникли бреши. «Мармон погиб», сказал, оценив обстановку, Веллингтон своему адъютанту-испанцу Алаве. В это время сам Мармон был тяжело ранен ядром с английской батареи, стоявшей на Малом Арапиле. Сменивший его генерал Жан Пьер Боне через час также был ранен, и его сменил третий по старшинству генерал — Клозель. Позже и он был ранен, но остался в строю и сумел в конечном итоге вывести с поля боя разбитую армию.
Активная фаза сражения началась мощной атакой пехоты и кавалерии под командованием генерала Эдварда Пакенема на шедшую впереди французских войск дивизию бригадного генерала Томьера и кавалерийскую бригаду Кюрто. Дивизия Томьера была полностью разгромлена, сам Томьер погиб. Затем удар англичан обрушился на шедшую следом за Томьером вторую бригаду дивизии Антуана Луи Попона де Мокюна. Эта бригада также была полностью разбита. Остатки разбитых частей примкнули к Первой бригаде дивизии Мокюна. Прикрыть их попыталась конница Курто, но вскоре она была рассеяна. Мощным натиском английской кавалерии Первая бригада дивизии Мокюна была наголову разбита вслед за Второй. Затем на открытом месте был разбит один из полков 6-й французской дивизии. Решающую роль в этой цепи побед сыграла британская кавалерия генерал-майора Джона Ле Маршана, но при продолжении атаки он погиб.
Затем Веллингтон нанес удар по центру французской позиции, по 2-й дивизии Клозеля и 8-й дивизии Боне. Клозель сумел провести успешную поначалу контратаку и нанести противнику урон, однако в итоге это предприятие закончилась тяжелым поражением дивизий Клозеля и Боне. Французы вынуждены оставить выгодную позицию на Большом Арапиле. Началось общее отступление французов, которым охвачена и относительно легко отделавшаяся 4-я дивизия.
Отступление французских войск прикрывала свежая 3-я дивизия дивизионного генерала Фере. Однако, когда её командир был убит, она также рассеялась. Остатки армии спасла наступившая ночь. Английская армия также понесла серьёзные потери.

## Потери
Британская армия потеряла 5 200 или по другим данным 4 700 человек. Про французскую армию известно, что за месяц, включавший в себя битву при Арапилах она потеряла 12 500 человек. По другим данным, только это сражение стоило ей 13 000 бойцов.

## Орлы
В бою англичане захватили двух французских полковых орлов — 22-го линейного полка из 6-й дивизии, и 62-го линейного из 7-й дивизии Томьера. Орёл считался символом и главной ценностью полка и высоко ценившимся трофеем.

## Последствия
После боя разбитая французская армия отступала к мосту в Альба-де-Тормес. Веллингтон считал, что переправа охраняется испанским гарнизоном, и планировал зажать французов в тиски и окончательно уничтожить их армию. Однако испанцы самовольно покинули Альба-де-Тормес и довершить разгром французов не удалось.
Французская армия продолжала отступление и 12 августа Веллингтон въехал в Мадрид, срочно оставленный королём Жозефом. Однако уже осенью французские войска перегруппировались, маршал Сульт возглавил мощную группировку, и Веллингтон был вынужден оставить Мадрид и отступить обратно в Португалию.
Впрочем, ненадолго. Уже в следующем году он начнёт новое наступление, которое окончится победой англичан при Витории и, в конце концов, изгнанием французов из Испании.

## Культурное влияние
- Сражение мельком упоминается у Толстого в «Войне и мире».
- Сражение упоминается в цикле о Ричарде Шарпе.
- Сражение описано испанским писателем Бенито Пересом Гальдесом в романе «Сражение при Арапилах» из серии Национальные эпизоды.